# Parasyrisca ulykpani
Parasyrisca ulykpani Ovtsharenko, Platnick & Marusik, 1995 è un ragno appartenente alla famiglia Gnaphosidae.

## Etimologia
Il nome della specie è in onore del raccoglitore degli esemplari reperiti in Mongolia: l'entomologo Kaman Ulykpan.

## Caratteristiche
L'olotipo maschile rinvenuto ha lunghezza totale è di 5,55 mm; la lunghezza del cefalotorace è di 2,70 mm; e la larghezza è di 2,10 mm.

## Distribuzione
La specie è stata reperita in Mongolia e in Russia: l'olotipo maschile è stato rinvenuto fra 2100-2173 metri di altitudine in una zona a tundra sul monte Kangai-Kyry, 20 km a nordovest di Khol-Oozhu, nel distretto di Tes-Khemsky, nella repubblica russa di Tuva.

## Tassonomia
Al 2015 non sono note sottospecie e dal 1995 non sono stati esaminati nuovi esemplari.